# Bang Bus
Bang Bus ist eine US-amerikanische Pornofilmreihe des Produktionsstudios Bang Bros.

## Geschichte
Bis 2020 wurden 77 Teile der Serie gedreht. 2010 wurde die Serie mit dem AVN Award als Best Gonzo Series ausgezeichnet, sowie 2009 und 2016 in der Kategorie Best Pro-Am Series. Die Serie ist im Gonzo-Stil und häufig werden junge Frauen gezeigt, die überredet werden, Männern in den sogenannten Bang Bus zu folgen.
Das Produktionsstudio Bang Bros betreibt außerdem die kostenpflichtige Website bangbus.com, die Videos im gleichen Stil enthält.

## Darsteller
Ausgewählte Filme mit bekannten Darstellerinnen
- Bang Bus 6 (2005): Brandie May, Lee Ann, Carly Develle, McKenzie
- Bang Bus 9 (2005): Alice, Kayla, Sandra, Sonya
- Bang Bus 14 (2006): Jayme Langford, Cecily, Kayla
- Bang Bus 15 (2006): Daisy Marie, Jack, Jessica, Sandra Romain
- Bang Bus 18 (2007): Britney Brighton, Monika Dupree, Olivia O’Lovely, Rachel Milan
- Bang Bus 20 (2008): Sara Jay, Sienna West, Tecey Heart
- Bang Bus 22 (2008): Amber Ann, Anaya, Bri, Jayden Jaymes, Phoenix Marie
- Bang Bus 25 (2009): Adrianna Nicole, Delila Darling, Jayden Jaymes, Rachel Roxxx, Sahara Gold, Sienna West, Taylor Ray
- Bang Bus 28 (2010): Charley Chase, Jen Li, Katie Collins, Kendra Star
- Bang Bus 29 (2010): Abella Anderson, Ava Adams, Evelyn Mirage, Kasey, Nicole Fox
- Bang Bus 30 (2010): Amy Ried, Esmi Lee, Marianna, Syvally Sweet
- Bang Bus 31 (2010): Bree Olson, Jade Riley, Jenna Presley, Puma Swede
- Bang Bus 34 (2011): Rebeca Linares, Ella Milano, Madelyn Monroe, Sarah Vandella, Kelly Gracelynn, Trisha Uptown, Samantha Saint
- Bang Bus 38 (2011): Jayden Jaymes, Nadia Lopez, Puma Swede, Shawna Hill
- Bang Bus 40 (2012): Sierra Miller, Asa Akira, Melody Jordan, Zarena Summers
- Bang Bus 41 (2012): Angelina, Angelina Valentine, Diamond Kitty, Alexis Fawx, Lilly Hall, Valentina Star
- Bang Bus 44 (2013): Christy Mack, Issa Rose, Jada Stevens, Yasmine
- Bang Bus 43 (2012): Savannah Fox, Chloe Foster, Malina Milan, Lexi Belle
- Bang Bus 47 (2013): Karla Kush, Luna Star, Sadie Santana, Kitty (XIII)
- Bang Bus 49 (2014): Aletta Ocean, Kimmy Lee, Lily, Rose
- Bang Bus 51 (2014): Danira Love, Bethany, Alessa Snow, Alina Li
- Bang Bus 53 (2014): Lily, Andrea Wendt, Melory Jordan
- Bang Bus 60 (2016): Nika Kay, Remy LaCroix, Skyla Novea, Kimmy Kush
- Bang Bus 65 (2017): Abella Danger, Aaliyah Hadid, Tiffany Rain, Peyton Banks
- Bang Bus 67 (2017): Keisha Grey, Daisy Stone, Lola Fae, Vanessa Sky, Juan El Caballo Loco
- Bang Bus 68 (2017): Megan Rain, Kenzie Reeves, Evelin Stone, Jessica Jones
- Bang Bus 69 (2018): Abella Danger, Victoria June, Sloan Harper, Becky Sins
- Bang Bus 73 (2019): Gianna Dior, Maya Bijou, Kara Lee, Nickiee
- Bang Bus 75 (2019): Autumn Falls, Michele James, Gabriela Lopez, Britt James
- Bang Bus 77 (2020): Jada Stevens, Ariella Ferrera, Victoria June, Brandi Bae
- Bang Bus 82 (2023): Violet Myers, Melody Parker, Naudi Nala
- Bang Bus 85 (2023): Vina Sky, Gabriela Lopez, Serena Santos, Sofie Reyez
- Bang Bus 87 (2024): Alexis Fawx, Aspen Celeste, Kaden Kole, Paige Owens

## Auszeichnungen
- 2007: AVN Award – Best Amateur Release[2]
- 2009: AVN Award – Best Pro-Am Series – Bang Bus 9[3]
- 2010: AVN Award – Best Gonzo Series[4]
- 2016: AVN Award – Amateur/Pro-Am Series – Bang Bus[5]